# Pyrgilauda ruficollis
Pyrgilauda ruficollis (também conhecida por Montifringilla ruficollis) é uma espécie de ave da família Passeridae.
Pode ser encontrada nos seguintes países: China, Índia e Nepal.
Os seus habitats naturais são: campos de gramíneas de clima temperado.